# Escotais
Der Escotais (im Unterlauf auch Nais genannt) ist ein Fluss in Frankreich, der in den Regionen Centre-Val de Loire und Pays de la Loire verläuft. Er entspringt im Gemeindegebiet von Neuillé-Pont-Pierre, entwässert generell Richtung Nordwest und mündet nach rund 24 Kilometern im Gemeindegebiet von Dissay-sous-Courcillon als linker Nebenfluss in den Loir. 
Auf seinem Weg durchquert der Escotais die Départements Indre-et-Loire und Sarthe und wird von der Bahnstrecke Tours–Le Mans begleitet.

## Orte am Fluss
(Reihenfolge in Fließrichtung)
- Launay, Gemeinde Neuillé-Pont-Pierre
- Thoriau, Gemeinde Neuillé-Pont-Pierre
- Saint-Paterne-Racan
- Saint-Christophe-sur-le-Nais
- Dissay-sous-Courcillon